# Richard Kiley
 (août 2023).
Si vous disposez d'ouvrages ou d'articles de référence ou si vous connaissez des sites web de qualité traitant du thème abordé ici, merci de compléter l'article en donnant les références utiles à sa vérifiabilité et en les liant à la section « Notes et références ».
Richard Kiley est un acteur américain né le 31 mars 1922 à Chicago, en Illinois (États-Unis), et mort le 5 mars 1999 à Warwick (État de New York).

## Mort
Il meurt d'un cancer à 76 ans, le 5 mars 1999.

## Filmographie

### Cinéma
- 1951 : Dans la gueule du loup (The Mob) : Thomas Clancy
- 1952 : L'Homme à l'affût (The Sniper) d'Edward Dmytryk : Dr James G. Kent
- 1952 : Eight Iron Men : Pvt. Coke
- 1953 : Le Port de la drogue (Pickup on South Street) : Joey
- 1955 : Graine de violence (Blackboard Jungle) : Joshua Y. Edwards
- 1955 : The Phenix City Story : John Patterson
- 1957 : Homeward Borne
- 1958 : The Power of the Resurrection : Peter
- 1958 : Spanish Affair : Merritt Blake
- 1969 : Pendulum : Woodrow Wilson King
- 1974 : Le Petit prince (The Little Prince) : le pilote
- 1977 : À la recherche de Mister Goodbar (Looking for Mr. Goodbar) : M. Dunn
- 1979 : Jésus : narrateur (Luc)
- 1981 : Un amour infini (Endless Love) de Franco Zeffirelli : Arthur Axelrod
- 1986 : Howard... une nouvelle race de héros (Howard the Duck) : The Voice of the Cosmos (voix)
- 1989 : Miami Cops
- 1989 : Chameleon Street : Dr Hand
- 1993 : Jurassic Park : Jurassic Park Tour Voice (voix)
- 1996 : Phénomène (Phenomenon) : Dr Wellin
- 1997 : The Visual Bible: Matthew (en) : Old Matthew
- 1997 : à l'heure des adieux (en) (Time to Say Goodbye?) : Dr Gerald Klooster
- 1998 : Docteur Patch (Patch Adams) : Dr Titan
- 2001 : Nice Shot : Don

### Télévision
- 1956 : The Edge of Night (série) : Leland Davis Breckenridge (1961)
- 1969 : L'Envers du tableau (Night Gallery) : Joseph Strobe
- 1970 : The Ceremony of Innocence (en) : King Ethelred
- 1971 : Incident In San Francisco (en) : Robert Harmon
- 1971 : Murder Once Removed : Frank Manning
- 1971 : All the Way Home : Jay Follet
- 1972 : Jigsaw : District Attorney Dan Bellington
- 1974 : Columbo : En toute amitié (A Friend in Deed) (Série) : Mark Halperin
- 1975 : Friendly Persuasion (en) : Jess Birdwell
- 1976 : La Conquête de l'Ouest (How the West Was Won) : Timothy Macahan
- 1980 : Un ange sur le dos (Angel on My Shoulder) : Nick
- 1981 : Golden Gate : Thomas J. Kingsley
- 1981 : Le Choix d'Isabelle (Isabel's Choice) : Lyman Jones
- 1982 : Pray TV (en) : révérend Gus Keiffer
- 1983 : Les oiseaux se cachent pour mourir (The Thorn Birds) (feuilleton) : Paddy Cleary
- 1984 : Return to Everest : Narrator (voix)
- 1984 : George Washington (en) (mini-série) : George Mason
- 1985 : The Canterville Ghost (en) : Sir Simon de Canterville
- 1985 : American Playhouse (en) : Colonel Grangerford (saison, épisode 4 : Les aventures d'Huckleberry Finn)
- 1985 : L'Ange du mal (en) (The Bad Seed) : Richard Bravo
- 1985 : A.D. (mini-série) : Claudius
- 1985 : Do You Remember Love : George Hollis
- 1986 : A Year in the Life (feuilleton) : Joe Gardner
- 1986 : Si c'était demain (If Tomorrow Comes) (feuilleton) : Gunther Hartog
- 1987 : A Year in the Life (série) : Joe Gardner
- 1988 : My First Love : Sam Morrissey
- 1989 : The Final Days (en) : J. Fred Buzhardt
- 1990 : Aladdin : Magician
- 1990 : Gunsmoke: The Last Apache : Chalk Brighton
- 1991 : Separate But Equal (en) : comte Warren
- 1991 : Absolute Strangers (en) : docteur R.J. Cannon
- 1992 : Mastergate : Archer Bowman
- 1993 : Mysteries Underground : narrateur
- 1993 : Star Trek: Deep Space Nine : Professeur Gideon Seyetik
- 1994 : The Cosby Mysteries (en) : Sears Cushing
- 1994 : La Justice au coeur (A Passion for Justice: The Hazel Brannon Smith Story) : comte Clayburn
- 1995 : The Great Defender (série) : Jason DeWitt
- 1995 : Secrets : Dr Will Berter
- 1996 : The Rockford Files: Punishment and Crime : Frank Dougherty
- 1996 : Mary et Tim (Mary & Tim) : Ron Melville
- 1997 : Tigers of the Snow : narrateur
- 1998 : Mysteries of the Bible III (série) : narrateur (voix)
- 1998 : Ally McBeal (série) (épisode : La Fièvre du lundi soir) : Seymore Little
- 1999 : Le Cœur à l'écoute (Blue Moon) : Jimmy Keating